# ديفيد تورنر (سياسي)
ديفيد تورنر هو سياسي كندي، ولد في 1944.